# エアスピード AS.39 フリートシャドワー
エアスピード AS.39
フリート・シャドワー
エアスピード AS.39 フリートシャドワー
- 用途：特殊偵察機
- 製造者：エアスピード
- 初飛行：1940年10月17日
- 生産数：1機
- 退役：1941年

エアスピード AS.39 フリートシャドワー（Airspeed A.S.39 Fleet Shadower）は、イギリスの試作長距離偵察機である。フリート・シャドワー機構想の将来はある程度約束されたものであったが、試作機の行方は間もなく戦時の空中レーダーの開発に取って代わられた。

## 設計と開発
イギリス海軍は夜間に敵艦隊を追跡できる能力を持つ航空機（運用要求 OR.52）の必要性を考え、これが航空母艦の飛行甲板上から運用可能な低速度、低騒音、大航続距離を求める要求仕様 S.23/37となった。この特殊な航空機は、高度1500 ftを38 ノットの速度で最低でも6時間飛行できる性能を有するものとされた。
パーシヴァル、ショート・ブラザーズ、フェアリー・アビエーション、ゼネラル・エアクラフトとエアスピードの5社がこれに興味を示した。
ゼネラル・エアクラフト社は、全般的にAS.39と非常に良く似た設計のGAL.38を提案した。ゼネラル・エアクラフト社とエアスピード社の両社は各2機の試作機を製作するように指名され、1938年8月10日にエアスピード社は契約を獲得した。
AS.39は、木製の主翼と尾翼、モノコック構造の全金属製胴体を持つ支柱（胴体外皮から延びる）で支えられた半片持ち式の高翼単葉機、降着装置は固定脚の尾輪式であった。搭乗員はパイロット、観測員、通信士の3名で、観測員は3方が透明窓の機首に、パイロット席は通信士席の斜め上にという特徴的な乗員配置を採っていた。出力130hpという小型のポブジョイ ナイアガラ V 7気筒 星型エンジンを4基主翼に備え、航空母艦で使用する場合にこの主翼は格納時には折り畳むことができた。

## 運用の歴史
2機の試作機の製作が開始されたが完成したのは1機のみで、ナイアガラ Vエンジンの振動問題のために初飛行は1940年10月17日まで遅れた。試作機は安定性に関する問題を抱えた上に低出力エンジンのために失速特性が悪かった。エアスピード社はエンジンをアームストロング・ホイットワース チータ XI星型エンジン2基への換装と後方向け銃座の追加の要求に応じるように求められたが、予備的な提案がなされただけで1941年2月17日に英海軍がAS.39と共にフリートシャドワー計画を破棄したときには試作2号機は未完成であり、同社は試作機を2機共廃棄処分にするよう求められた。数ヶ月前に完成して飛行を行っていたGAL.38もキャンセルされ、1942年3月に廃棄処分とされた。この種の機体への要求は、リベレーター Iのような長距離哨戒機に搭載されたレーダーの導入により廃れていった。

## 要目
(A.S.39) Nothing ventured...Airspeed AS.39 Night Shadower
- 乗員：3名（操縦士、観測員、通信士）
- 全長：12.14 m (39 ft 10 in)
- 全幅：16.87 m (55 ft 4 in)
- 全高：3.18 m (10 ft 5 in)
- 翼面積：43.6 m² (469 ft²)
- 空虚重量：2,087 kg (4,592 lb)
- 全備重量：3,152 kg (6,935 lb)
- エンジン：4 × ポブジョイ ナイアガラ V 7気筒 星型エンジン、140 hp (104 kW)
- 最大速度：203 km/h (126 mph, 110 knots) at 5,000 ft (1,500 m)
- 巡航速度：182 km/h (113 mph, 98 knots) at 5,000 ft (1,500 m)
- 失速速度：53 km/h (33 mph, 29 knots) at sea level
- 巡航高度：14,700 ft [4] (4,480 m)
- 航続時間：6時間
- 上昇率：4.40 m/s (865 ft/min)、10,000 ft (3,050 m)まで18分
- 武装：無し